# Isaac Salifu Ansah
Isaac Salifu Ansah (ur. 26 września 1963 – zm. 19 kwietnia 2005) – ghański piłkarz grający na pozycji bramkarza. W swojej karierze rozegrał 2 mecze w reprezentacji Ghany.

## Kariera klubowa
W swojej karierze Ansah grał w klubach Sekondi Eleven Wise i Hearts of Oak.

## Kariera reprezentacyjna
W reprezentacji Ghany Ansah zadebiutował 31 stycznia 1993 roku w wygranym 1:0 meczu eliminacji do MŚ 1994 z Burundi, rozegranym w Kumasi. Wcześniej, w 1992 roku, został powołany do kadry na Puchar Narodów Afryki 1992. Na tym turnieju był rezerwowym i nie rozegrał żadnego spotkania. Z Ghaną wywalczył wicemistrzostwo Afryki. W kadrze narodowej rozegrał 2 mecze, oba w 1993.